# ポリプテルス・デルヘッツィ
ポリプテルス・デルヘッツィ Polypterus delhezi（英: Barred bichir）は、ポリプテルス目ポリプテルス科に属する魚類。デルヘジイやデルヘッジ、デルヘッジィなどとも呼ばれる。かなり大きくなる。

## 分布
コンゴ川。

## 形態
全長40センチメートル。体色は灰色で、乳白色で縁取られた黒い縞模様が入る。成長すると緑色を帯びる場合もある。

## 人間との関係
他のポリプテルスと同様、アクアリウムにおいて飼育される。精悍な顔付きで知られ、縞模様は個体差が大きく、太くはっきりとした縞のある野生採集個体に人気がある。養殖も盛んで、明瞭な縞模様が現れるように選抜してブリーディングされ、ブランドを冠されて販売されるものもいる。逆にブリーディングの過程で縞模様が消失した商品価値の低いとされる個体が出現することもある。